# 山本寺景長
山本寺 景長（さんぽんじ かげなが）は、戦国時代の武将。山本寺上杉家当主。

## 概要
山本寺上杉家は越後守護上杉氏の庶流で、不動山城主。山本寺定長の子、または弟ともいわれる。定長が御館の乱で景虎方について敗れて逐電すると、その後を継いだ。
天正10年（1582年）4月、上杉家の内乱につけこんだ織田信長の重臣・柴田勝家率いる北陸平定軍が、4万とも言われる規模で越後を目指して侵攻してくると、中条景泰や竹俣慶綱・吉江宗信らと共に越中国魚津城に篭城する。御館の乱で兵力を消耗し、信濃方面でも織田軍と対峙していた上杉家は魚津城へ援軍を向けられなかった。景勝はやむを得ないだろう、と降伏を許可したが景長らは開城せず、籠城した末に自刃した。本能寺の変で信長が死去した翌日のことであった。
生年は不明ながら若年であったとみられ、遺児は後に出家して林泉寺十八世渓厳曹雪和尚となったという。
弟（子とも）の藤三郎勝長は御館の乱で景虎方に与し、敗北後は閑居していたが、後に上杉家に帰参した。文禄3年（1594年）、直江兼続が伏見城の普請奉行をしていた頃に故あって改易された。寛永14年（1637年）に帰参し、300石（後に500石）で米沢藩高家となった。
上杉家家老の直江兼続が無理な請願をする下人を閻魔大王への手紙を届ける名目で成敗した逸話に登場する、三宝寺勝蔵という実在が疑われる家臣のモデルとする説がある。